# 金盾出版社
金盾出版社，位于北京市，隶属中央军委后勤保障部。

## 简介
金盾出版社建社于1983年11月，初建时只有借来的3000元人民币、三间老旧的平房。至2014年，金盾出版社的发行码洋已超过3亿元人民币，每年出版图书超过600种。
金盾出版社旨在服务军队后勤建设、军队地方两用人才培养、经济建设、科技兴农，主要出版科技图书。出版的《快速养猪法》、《畜禽药物手册》曾获中国图书奖。
2016年改革前，金盾出版社由中国人民解放军总后勤部主管，中国人民解放军总后勤部司令部主办。在深化国防和军队改革中，2016年1月中国人民解放军总后勤部被撤销，成立中央军委后勤保障部，金盾出版社改隶该部。2016年3月底，中央军委印发《关于军队和武警部队全面停止有偿服务活动的通知》。2016年5月7日，军队和武警部队全面停止有偿服务试点任务部署会议举行，7个大单位、17个具体单位被列为试点单位，新闻出版等重点项目被纳入试点范畴。自2015年起，各军队和武警部队出版社的新书及新项目均停止审批。